# Гимн Туркменской ССР
Гимн Туркменской ССР — был национальным гимном Туркмении с 1946 по 1997 год. Автор музыки — Вели Мухатов, автор слов — Аман Кекилов.

## Официальный текст
Оригинальная версия
Дең хукуклы халклармызың достлугы,
Совет юрдин бир машгала өвүрди!
Бу достлугын ёлбашчысы рус халкы,
Бизе-де доганлык, көмегин берди.
Яша хем шөхратлан, сен гөзел Ватан,
Дири гитмез саңа аягын атан!
Аямарыс сеңин үчин ширин җан
Гүнешли Ватанмыз, эй Түркменистан.
Ачып Ленин азатлыкын гиң ёлын.
Бизи багта, шат дурмуша гетирди,
Халкың оглы, халк сердары Сталин.
Үстүнликден үстүнлиге етирди.
Яша хем шөхратлан, сен гөзел Ватан,
Дири гитмез саңа аягын атан!
Аямарыс сеңин үчин ширин җан
Гүллейән Ватанмыз, эй Түркменистан.
Советлер дөвринде өсди үлкәмиз,
Биз тарыхи арзүвмызга етишдик.
Совет союзының азат халкы биз
Хем зәхметде, хем гөрешде беркишдик.

Яша хем шөхратлан, сен гөзел Ватан,
Дири гитмез саңа аягын атан!
Аямарыс сеңин үчин ширин җан
Мехрибан Ватанмыз, эй Түркменистан.

Послесталинская версия
Дең хукуклы халклармызың достлугы
Совет илин бир машгала өвүрди!
Бу достлугың аркадагы рус халкы
Эгсилмез доганлык көмегин берди.
Припев:
Яша сен, кувватлан, эй азат Ватан!
Баряң коммунизмиң еңшине бакан.
Ленин партиясындан гүйч алян, өсйән,
Совет Ватанымыз, җан Түркменистан!
Бейик Ленин ачды азатлык ёлун,
Бизе бакы ягты дурмуш гетирди.
Галкындырып әхли халкы хак ише,
Еңише, зәхмете, багта етирди.
Припев
Коммунизме баглап арзув-эркимиз,
Айдың гелҗегмизи дөредйәс, гуряс.
Гызыл байдагы биз берк тутуп голда,
Биз бейик максада ынамлы баряс.
Припев

## Текст на латинице
Оригинальная версия
Deň hukukly halkarmyzyn dostlugy
Sowet ýurdin sarmaz gala öwurdi!
Bu dostlugyn ýolbaşçysy Rus halky
Bize-de doganlyk, kömegin berdi.
Ýaşa hem şöhratlan, sen gözel Watan,
Diri gitmez saňa aýagyn atan!
Aýamarys seňin üçin şirin jan
Güneşli Watanmyz, eý Türkmenistan.
Açyp Lenin azatlykyn giň ýolyn
Bizi bagta, şat durmuşa getirdi,
Halkyň ogly, halk serdary Stalin.
Üstünlikden üstünlige ýetirdi
Ýaşa hem şöhratlan, sen gözel Watan,
Diri gitmez saňa aýagyn atan!
Aýamarys seňin üçin şirin jan
Gülleýän Watanmyz, eý Türkmenistan.
Sowetler döwrinde ösdi ülkämiz,
Biz taryhi arzüwmyzga ýetişdik.
Sowet soýuzynyň azat halky biz
Hem zähmetde, hem göreşde berkişdik.
Ýaşa hem şöhratlan, sen gözel Watan,
Diri gitmez saňa aýagyn atan!
Aýamarys seňin üçin şirin jan
Mehriban Watanmyz, eý Türkmenistan.
Послесталинская версия
Deň hukukly halklarmyzyň dostlugy
Sowet ilin bir maşgala öwürdi!
Bu dostlugyň arkadagy rus halky
Egsilmez doganlyk kömegin berdi.
Ýaşa sen, kuwwatlan, eý azat Watan!
Barýaň kommunizmiň ýeňşine bakan.
Lenin partiýasyndan güýç alýan, ösýän,
Sowet Watanymyz, jan Türkmenistan!
Beýik Lenin açdy azatlyk ýolun,
Bize baky ýagty durmuş getirdi.
Galkyndyryp ähli halky hak işe,
Ýeňişe, zähmete, bagta ýetirdi.
Ýaşa sen, kuwwatlan, eý azat Watan!
Barýaň kommunizmiň ýeňşine bakan.
Lenin partiýasyndan güýç alýan, ösýän,
Sowet Watanymyz, jan Türkmenistan!
Kommunizme baglap arzuw-erkimiz,
Aýdyň geljegmizi döredýäs, gurýas.
Gyzyl baýdagy biz berk tutup golda,
Biz beýik maksada ynamly barýas.
Ýaşa sen, kuwwatlan, eý azat Watan!
Barýaň kommunizmiň ýeňşine bakan.
Lenin partiýasyndan güýç alýan, ösýän,
Sowet Watanymyz, jan Türkmenistan!

## Русский перевод
Нерушим оплот дружбы народов,
Весь Советский Союз стал единой семьёй!
И русский народ стал твердыней дружбы,
Мы благословенны и счастливы в нашей Родине.
Пойте Родине солнечной и свободной!
Партия Ленина — мудрый рулевой.
Вы победоносно идёте к коммунизму,
Цвети, советская земля, наша Туркмения!
Ленин указал нам ясный путь к свободе
И привёл нас к вечной счастливой жизни.
Он воспитывал народы, чтобы бороться за справедливость,
Вдохновляя их к деяниям и к триумфу труда!
Пойте Родине солнечной и свободной!
Партия Ленина — мудрый рулевой.
Вы победоносно идёте к коммунизму,
Цвети, советская земля, наша Туркмения!
Самоотверженно мы служим делу Коммунизма,
Мы связали наши судьбы с ним — ко дню его наступления.
И с алым знаменем, знаменем Родины,
Мы доблестно идём к Великой цели!
Пойте Родине солнечной и свободной!
Партия Ленина — мудрый рулевой.
Вы победоносно идёте к коммунизму,
Цвети, советская земля, наша Туркмения!